# محوطه قالایئری
محوطه قالایئری در شهرستان نیر، بخش کورائیم، دهستان یورتچی غربی، روستای سوغانلو واقع شده و این اثر در تاریخ ۲۷ بهمن ۱۳۸۷ با شمارهٔ ثبت ۲۴۵۴۳ به‌عنوان یکی از آثار ملی ایران به ثبت رسیده است.